# سامبا شوت
سامبا شوت هو ممثل موريتاني-هولندي.